# 329 Dywizja Piechoty (III Rzesza)
329 Dywizja Piechoty (niem. 329. Infanterie-Division) – niemiecka dywizja z czasów II wojny światowej, działania bojowe prowadziła głównie przeciw Armii Czerwonej.

## Historia
Sformowana na poligonie Groß Born na mocy rozkazu z 17 grudnia 1941, w 17. fali mobilizacyjnej w II Okręgu Wojskowym. Z początkiem 1942 została wysłana na front wschodni do walki przeciw Armii Czerwonej. Już w kwietniu walczyła w bitwie pod Demiańskiem i Starą Russą. Przez cały okres wojny 329 DP wchodziła w skład Grupy Armii Północ i brała udział m.in.  w operacjach odwrotowych spod Leningradu. W 1944 z powodu strat rozwiązano 553 pułk piechoty i zastąpiono go 21 grupą pułkową Luftwaffe (42 pułk strzelców Luftwaffe i pomniejsze elementy rozwiązanej 21 Dywizji Polowej Luftwaffe). 
329 DP została otoczona wraz z innymi jednostkami w kotle kurlandzkim, w maju 1945 oddała się do niewoli Armii Czerwonej. 

## Dowódcy dywizji
- gen. por. Helmuth Castorf 30 XII 1941 – 7 III 1942;
- gen. mjr Bruno Hippler 7 III 1942 – 22 III 1942;
- gen. Johannes Mayer 22 III 1942 – 9 VIII 1943;
- gen. por. Paul Winter 9 VIII 1943 – IX 1943;
- gen. Johannes Mayer IX 1943 – 16 VII 1944;
- gen. mjr Werner Schulze 16 VII 1944 – 20 X 1944;
- gen. por. Konrad Menkel 20 X 1944 – 1 I 1945;
- gen. mjr Werner Schulze 1 I 1945 – 1945;
- gen. por. Konrad Menkel 1945 – 8 V 1945.

## Struktura organizacyjna
- Struktura organizacyjna w grudniu 1941 roku:

551., 552. i 553. pułk piechoty, 329. pułk artylerii, 329. batalion pionierów;
- Struktura organizacyjna w styczniu 1942 roku:

551., 552. i 553. pułk piechoty, 329. pułk artylerii, 329. batalion pionierów, 329. oddział rozpoznawczy, 329. oddział przeciwpancerny, 329. oddział łączności;
- Struktura organizacyjna we wrześniu 1943 roku:

551., 552. i 553. pułk grenadierów, 329. pułk artylerii, 329. batalion pionierów, 329. batalion fizylierów, 329. oddział przeciwpancerny, 329. oddział łączności, 329. polowy batalion zapasowy;
- Struktura organizacyjna we wrześniu 1944 roku:

551. i 552. pułk grenadierów, 21. grupa pułkowa Luftwaffe, 329. pułk artylerii, 329. batalion pionierów, 329. batalion fizylierów, 329. oddział przeciwpancerny, 329. oddział łączności, 329. polowy batalion zapasowy;